# E all'improvviso arriva l'amore
E all'improvviso arriva l'amore (She Came to Me)  è un film del 2023 scritto e diretto da Rebecca Miller.

## Trama
Il compositore Steven Lauddem ha un blocco creativo. Per volere di sua moglie Patricia, parte alla ricerca di ispirazione.

## Distribuzione
È stato presentato in anteprima mondiale al 73º Festival internazionale del cinema di Berlino il 16 febbraio 2023. È stato presentato in anteprima in Italia direttamente attraverso le piattaforme di streaming a pagamento nel gennaio 2024.

## Accoglienza
Su Rotten Tomatoes, il 46% delle 54 recensioni della critica sono positive, con una valutazione media di 5,7/10. Metacritic ha assegnato al film un punteggio di 53 su 100, basato su 20 critici, indicando recensioni "miste o medie".